# Sichuan Annapurna
El Sichuan Annapurna fue un equipo de fútbol de China que juega en la Primera Liga China, la segunda división de fútbol en el país.

## Historia
Fue fundado en septiembre del año 2013 en el condado de Santai de la ciudad de Mianyang (Sichuan) con el nombre Sichuan Longfor; y en 2014 fue admitido en la Segunda Liga China.
En 2015 cambia su nombre por el de Sichuan Xindahai, y un año después cambiaron a su nombre actual.
Tras cuatro temporadas, el club gana el título de la Segunda Liga China y logra por primera vez el ascenso a la Primera Liga China.
El club desaparece en 2020 por problemas de liquidez a la hora del pago de salarios y bonificaciones.

## Nombres
- 2014–15: Sichuan Longfor F.C. 四川隆发[2]
- 2015-16: Sichuan Xindahai 四川鑫达海[3]
- 2016-hoy: Sichuan Annapurna 四川安纳普尔那[4]

## Palmarés
- Segunda Liga China: 1

2018

## Jugadores

### Jugadores destacados
- Mauricio Javier Martínez Neira

### Plantilla actual

#### Altas y bajas 2019-20 (verano)
| Altas         | Altas     | Altas            | Altas  | Altas |
| Jugador       | Posición  | Procedencia      | Tipo   | Costo |
| ------------- | --------- | ---------------- | ------ | ----- |
| Aaron Olanare | Delantero | Beitar Jerusalén | Libre. | --    |

| Bajas   | Bajas    | Bajas       | Bajas | Bajas |
| Jugador | Posición | Procedencia | Tipo  | Costo |
| ------- | -------- | ----------- | ----- | ----- |

## Entrenadores
- Jia Jin (2014)
- José Hernández Suárez (2014)
- Zhang Weizhe (2015)
- Jia Jin (2015)
- Zhang Weizhe (febrero de 2016–mayo de 2016)
- Vítor Pontes (mayo de 2016–noviembre de 2016)[7]
- Manuel Cajuda (diciembre de 2016–octubre de 2017)[8][9]
- Li Bing (diciembre de 2017–)